# Bass Lake
Bass Lake és una concentració de població designada pel cens dels Estats Units a l'estat d'Indiana. Segons el cens del 2000 tenia 1.249 habitants.

## Demografia
Segons el cens del 2000, Bass Lake tenia 1.249 habitants, 534 habitatges, i 365 famílies. La densitat de població era de 52,7 habitants per km².
Dels 534 habitatges en un 23,4% hi vivien nens de menys de 18 anys, en un 56,4% hi vivien parelles casades, en un 9,4% dones solteres, i en un 31,5% no eren unitats familiars. En el 27,7% dels habitatges hi vivien persones soles el 12% de les quals corresponia a persones de 65 anys o més que vivien soles. El nombre mitjà de persones vivint en cada habitatge era de 2,34 i el nombre mitjà de persones que vivien en cada família era de 2,85.
Per edats la població es repartia de la següent manera: un 20,6% tenia menys de 18 anys, un 7,3% entre 18 i 24, un 24,7% entre 25 i 44, un 27,6% de 45 a 60 i un 19,9% 65 anys o més.
L'edat mediana era de 43 anys. Per cada 100 dones de 18 o més anys hi havia 88,2 homes.
La renda mediana per habitatge era de 42.440 $ i la renda mediana per família de 47.361 $. Els homes tenien una renda mediana de 37.159 $ mentre que les dones 19.318 $. La renda per capita de la població era de 19.407 $. Entorn del 10,6% de les famílies i el 14,7% de la població estaven per davall del llindar de pobresa.

## Poblacions més properes
El següent diagrama mostra les poblacions més properes.